# Turnera arcuata
Turnera arcuata är en passionsblomsväxtart som beskrevs av Ignatz Urban. Turnera arcuata ingår i släktet Turnera och familjen passionsblomsväxter. Inga underarter finns listade i Catalogue of Life.